# Paolo Negro
Paolo Negro (Arzignano, 16 aprile 1972) è un allenatore di calcio ed ex calciatore italiano, di ruolo difensore.
È il calciatore con il maggior numero di presenze nelle competizioni internazionali con la maglia della Lazio: 64.

## Caratteristiche tecniche

### Giocatore
Difensore impiegato prevalentemente nella zona destra della difesa a quattro, era un giocatore forte fisicamente, disciplinato sotto il profilo tattico, bravo nei colpi di testa e nelle conclusioni dalla distanza.

## Carriera

### Giocatore

#### Club

##### Gli inizi: Brescia, Bologna e ancora Brescia

Negro con la maglia del Bologna nella stagione 1991-1992.

Cresce calcisticamente nel Brescia dove viene trasformato da attaccante in fluidificante e nel 1990 passa al Bologna, con cui debutta in serie A il 28 ottobre 1990 in Genoa-Bologna 0-0 ed esordisce nelle coppe europee in Zagłębie Lubin-Bologna 0-1 valida per l'andata dei trentaduesimi di finale di Coppa UEFA.
Nella stagione 1992-1993 torna a Brescia e realizza la sua prima rete nella massima serie, aprendo al 12' le marcature di Brescia-Sampdoria 3-1, incontro valevole per l'ultima giornata di campionato disputata il 6 giugno 1993.

##### Lazio
Ceduto alla Lazio nella stagione 1993-1994 per 4 miliardi di lire, si afferma come terzino destro titolare. Per dieci stagioni consecutive segna almeno una rete in campionato; nell'annata 1994-1995, la prima sotto la guida del tecnico boemo Zdeněk Zeman in cui la Lazio conclude il campionato con il migliore attacco a quota 69, segna 4 reti. Nel campionato di calcio di serie A 2000-2001, è protagonista di una sfortunata autorete nel derby capitolino del 17 dicembre, che regala la vittoria ai giallorossi, poi vincitori del tricolore a fine stagione.
Rimane alla Lazio per dodici stagioni consecutive, indossando anche la fascia da capitano nel 2004 dopo la partenza di Giuseppe Favalli. Colleziona in totale 376 presenze e 24 reti, quarto nella graduatoria assoluta dietro Radu (412), Favalli (401) e Wilson (392).
Con Giuseppe Favalli e Guerino Gottardi è il calciatore più titolato della storia della Lazio, con 8 trofei conquistati in maglia biancazzurra (uno Scudetto, 3 Coppe Italia, 2 Supercoppe italiane, una Coppa delle Coppe e una Supercoppa UEFA).

##### Siena e Cerveteri
Nella stagione 2005-2006 passa al Siena con cui gioca due campionati di serie A, contribuendo alla salvezza dei toscani, al termine dei quali non gli viene però rinnovato il contratto e nell'estate del 2007 viene svincolato. Rimane così inattivo per circa 3 anni, ma nel 2010 torna in campo con la formazione laziale del Cerveteri.

#### Nazionale

Negro (in piedi, terzo da sinistra) in nazionale maggiore nel 1999

Con l'Under-21 ha giocato 10 partite mettendo a segno 2 reti e conquistando il titolo di campione d'Europa nel 1994.
Ha esordito in Nazionale maggiore a Palermo il 16 novembre 1994 in Italia-Croazia 1-2 e in tutto ha collezionato 8 presenze, con una partecipazione (e una presenza) all'Europeo 2000.

### Allenatore
Nel dicembre 2010 viene chiamato alla sua prima esperienza da allenatore, sulla panchina del Cerveteri, squadra nella quale aveva concluso la carriera di calciatore. Nel gennaio 2012 diventa allenatore dello Zagarolo, formazione di Serie D.
Il 10 dicembre 2012 inizia a frequentare a Coverciano il corso di abilitazione per il master di allenatori professionisti Prima Categoria-UEFA Pro.
Il 5 gennaio 2015 viene nominato nuovo allenatore della primavera del Latina, sostituendo Mark Iuliano diventato allenatore della prima squadra. Il 24 febbraio lascia la panchina della squadra pontina per motivi strettamente personali. Dal 12 luglio 2016 viene nominato nuovo allenatore della Voluntas Spoleto, squadra che condurrà fino a febbraio 2017, quando verrà infatti esonerato.
Il 1º settembre 2017 viene ufficializzato il suo nuovo incarico come allenatore della squadra di categoria Esordienti della neonata associazione sportiva Cragnotti FC., rispondendo alla chiamata di Massimo Cragnotti, figlio di Sergio, presidente del secondo scudetto laziale
Nell'estate 2020 diventa teccnico dell'Under 18 del Frosinone, mentre nella stagione successiva entra nello staff di Alberto Gilardino come viceallenatore del Siena.
Il 15 dicembre 2021 viene promosso nuovo tecnico del Siena, in Serie C. Dopo due settimane, il 29 dicembre 2021, viene esonerato e sostituito da Pasquale Padalino. Nel gennaio del 2022 affianca Gill Voria, come collaboratore tecnico dell'under 19 del club bianconero. Con la mancata iscrizione ai campionati del Siena rimane svincolato nell'agosto 2023.
Il 29 settembre 2023, firma un contratto da ct con la nazionale dell'Uganda. Il 2 novembre successivo però, viene sostituito da Paul Put.

## Statistiche

### Presenze e reti nei club
| Stagione        | Squadra         | Campionato      | Campionato | Campionato | Coppe nazionali | Coppe nazionali | Coppe nazionali | Coppe continentali | Coppe continentali | Coppe continentali | Altre coppe | Altre coppe | Altre coppe | Totale | Totale |
| Stagione        | Squadra         | Comp            | Pres       | Reti       | Comp            | Pres            | Reti            | Comp               | Pres               | Reti               | Comp        | Pres        | Reti        | Pres   | Reti   |
| --------------- | --------------- | --------------- | ---------- | ---------- | --------------- | --------------- | --------------- | ------------------ | ------------------ | ------------------ | ----------- | ----------- | ----------- | ------ | ------ |
| 1989-1990       | Brescia         | B               | 0          | 0          | CI              | 0               | 0               | -                  | -                  | -                  | -           | -           | -           | 0      | 0      |
| 1990-1991       | Bologna         | A               | 23         | 0          | CI              | 3               | 0               | CU                 | 5                  | 1                  | -           | -           | -           | 31     | 1      |
| 1991-1992       | Bologna         | B               | 26         | 0          | CI              | 2               | 0               | -                  | -                  | -                  | -           | -           | -           | 28     | 0      |
| Totale Bologna  | Totale Bologna  | Totale Bologna  | 49         | 0          |                 | 5               | 0               |                    | 5                  | 1                  |             | -           | -           | 59     | 1      |
| 1992-1993       | Brescia         | A               | 26         | 1          | CI              | 0               | 0               | -                  | -                  | -                  | -           | -           | -           | 26     | 1      |
| 1993-1994       | Lazio           | A               | 23         | 1          | CI              | 1               | 0               | CU                 | 2                  | 0                  | -           | -           | -           | 26     | 1      |
| 1994-1995       | Lazio           | A               | 32         | 4          | CI              | 8               | 3               | CU                 | 8                  | 1                  | -           | -           | -           | 48     | 8      |
| 1995-1996       | Lazio           | A               | 31         | 1          | CI              | 4               | 0               | CU                 | 4                  | 0                  | -           | -           | -           | 39     | 1      |
| 1996-1997       | Lazio           | A               | 27         | 3          | CI              | 3               | 0               | CU                 | 4                  | 0                  | -           | -           | -           | 34     | 3      |
| 1997-1998       | Lazio           | A               | 28         | 2          | CI              | 10              | 0               | CU                 | 9                  | 0                  | -           | -           | -           | 47     | 2      |
| 1998-1999       | Lazio           | A               | 21         | 3          | CI              | 4               | 0               | CdC                | 3                  | 0                  | SI          | 0           | 0           | 28     | 3      |
| 1999-2000       | Lazio           | A               | 26         | 2          | CI              | 5               | 0               | UCL                | 10                 | 1                  | SU          | 1           | 0           | 42     | 3      |
| 2000-2001       | Lazio           | A               | 24         | 1          | CI              | 3               | 0               | UCL                | 5                  | 0                  | SI          | 0           | 0           | 32     | 1      |
| 2001-2002       | Lazio           | A               | 16         | 1          | CI              | 4               | 0               | UCL                | 5                  | 0                  | -           | -           | -           | 25     | 1      |
| 2002-2003       | Lazio           | A               | 19         | 1          | CI              | 3               | 0               | CU                 | 6                  | 0                  | -           | -           | -           | 28     | 1      |
| 2003-2004       | Lazio           | A               | 13         | 0          | CI              | 2               | 0               | UCL                | 3                  | 0                  | -           | -           | -           | 18     | 0      |
| 2004-2005       | Lazio           | A               | 4          | 0          | CI              | 1               | 0               | CU                 | 4                  | 0                  | SI          | 1           | 0           | 10     | 0      |
| Totale Lazio    | Totale Lazio    | Totale Lazio    | 264        | 19         |                 | 48              | 3               |                    | 63                 | 2                  |             | 2           | 0           | 377    | 24     |
| 2005-2006       | Siena           | A               | 30         | 1          | CI              | 1               | 0               | -                  | -                  | -                  | -           | -           | -           | 31     | 1      |
| 2006-2007       | Siena           | A               | 20         | 3          | CI              | 0               | 0               | -                  | -                  | -                  | -           | -           | -           | 20     | 3      |
| Totale Siena    | Totale Siena    | Totale Siena    | 50         | 4          |                 | 1               | 0               |                    | -                  | -                  |             | -           | -           | 51     | 4      |
| Totale carriera | Totale carriera | Totale carriera | 389        | 24         |                 | 54              | 3               |                    | 68                 | 3                  |             | 2           | 0           | 513    | 30     |

### Cronologia presenze e reti in nazionale
| Cronologia completa delle presenze e delle reti in nazionale ― Italia | Cronologia completa delle presenze e delle reti in nazionale ― Italia | Cronologia completa delle presenze e delle reti in nazionale ― Italia | Cronologia completa delle presenze e delle reti in nazionale ― Italia | Cronologia completa delle presenze e delle reti in nazionale ― Italia | Cronologia completa delle presenze e delle reti in nazionale ― Italia | Cronologia completa delle presenze e delle reti in nazionale ― Italia | Cronologia completa delle presenze e delle reti in nazionale ― Italia |
| Data                                                                  | Città                                                                 | In casa                                                               | Risultato                                                             | Ospiti                                                                | Competizione                                                          | Reti                                                                  | Note                                                                  |
| --------------------------------------------------------------------- | --------------------------------------------------------------------- | --------------------------------------------------------------------- | --------------------------------------------------------------------- | --------------------------------------------------------------------- | --------------------------------------------------------------------- | --------------------------------------------------------------------- | --------------------------------------------------------------------- |
| 16-11-1994                                                            | Palermo                                                               | Italia                                                                | 1 – 2                                                                 | Croazia                                                               | Qual. Euro 1996                                                       | -                                                                     |                                                                       |
| 21-12-1994                                                            | Pescara                                                               | Italia                                                                | 3 – 1                                                                 | Turchia                                                               | Amichevole                                                            | -                                                                     | 54’                                                                   |
| 25-3-1995                                                             | Salerno                                                               | Italia                                                                | 4 – 1                                                                 | Estonia                                                               | Qual. Euro 1996                                                       | -                                                                     |                                                                       |
| 16-12-1998                                                            | Roma                                                                  | Italia                                                                | 6 – 2                                                                 | World Stars                                                           | Amichevole                                                            | -                                                                     | 40’                                                                   |
| 28-4-1999                                                             | Zagabria                                                              | Croazia                                                               | 0 – 0                                                                 | Italia                                                                | Amichevole                                                            | -                                                                     |                                                                       |
| 5-6-1999                                                              | Bologna                                                               | Italia                                                                | 4 – 0                                                                 | Galles                                                                | Qual. Euro 2000                                                       | -                                                                     |                                                                       |
| 9-6-1999                                                              | Losanna                                                               | Svizzera                                                              | 0 – 0                                                                 | Italia                                                                | Qual. Euro 2000                                                       | -                                                                     |                                                                       |
| 19-6-2000                                                             | Eindhoven                                                             | Italia                                                                | 2 – 1                                                                 | Svezia                                                                | Euro 2000 - 1º turno                                                  | -                                                                     |                                                                       |
| Totale                                                                |                                                                       | Presenze                                                              | 8                                                                     |                                                                       | Reti                                                                  | 0                                                                     |                                                                       |

### Statistiche da allenatore

#### Club
Statistiche aggiornate al 29 dicembre 2021.
| Stagione        | Squadra         | Campionato      | Campionato | Campionato | Campionato | Campionato | Coppe nazionali | Coppe nazionali | Coppe nazionali | Coppe nazionali | Coppe nazionali | Coppe continentali | Coppe continentali | Coppe continentali | Coppe continentali | Coppe continentali | Altre coppe | Altre coppe | Altre coppe | Altre coppe | Altre coppe | Totale | Totale | Totale | Totale | % Vittorie | Piazz.      |
| Stagione        | Squadra         | Comp            | G          | V          | N          | P          | Comp            | G               | V               | N               | P               | Comp               | G                  | V                  | N                  | P                  | Comp        | G           | V           | N           | P           | G      | V      | N      | P      | %          | Piazz.      |
| --------------- | --------------- | --------------- | ---------- | ---------- | ---------- | ---------- | --------------- | --------------- | --------------- | --------------- | --------------- | ------------------ | ------------------ | ------------------ | ------------------ | ------------------ | ----------- | ----------- | ----------- | ----------- | ----------- | ------ | ------ | ------ | ------ | ---------- | ----------- |
| 2016-2017       | Spoleto         | Ecc.            | 30+1       | 15         | 9+1        | 6          | CI-Ecc.         | 3               | 0               | 1               | 2               | -                  | -                  | -                  | -                  | -                  | -           | -           | -           | -           | -           | 34     | 15     | 11     | 8      | 44,12      | 4º          |
| dic. 2021       | Siena           | C               | 2          | 0          | 0          | 2          | CI-C            | -               | -               | -               | -               | -                  | -                  | -                  | -                  | -                  | -           | -           | -           | -           | -           | 2      | 0      | 0      | 2      | &0,00      | Sub., Eson. |
| Totale carriera | Totale carriera | Totale carriera | 33         | 15         | 10         | 8          |                 | 3               | 0               | 1               | 2               |                    | -                  | -                  | -                  | -                  |             |             |             |             |             | 36     | 15     | 11     | 10     | 41,67      |             |

## Palmarès

### Giocatore

#### Club

##### Competizioni nazionali
- Campionato italiano: 1

Lazio: 1999-2000
- Coppa Italia: 3

Lazio: 1997-1998, 1999-2000, 2003-2004
Supercoppa italiana 1
Lazio 2000 2001 

##### Competizioni internazionali
- Coppa delle Coppe: 1

Lazio: 1998-1999
- Supercoppa UEFA: 1

Lazio: 1999

#### Nazionale
- Campionato d'Europa Under-21: 1

1994

#### Individuale
- Pallone d'argento: 1

1999-2000